# Poppea tergobullata
Poppea tergobullata är en insektsart som beskrevs av Albino Morimasa Sakakibara 1972. Poppea tergobullata ingår i släktet Poppea och familjen hornstritar. Inga underarter finns listade i Catalogue of Life.